# Asociación Chilena de Críquet
La Asociación Chilena de Críquet es la organización deportiva encargada de organizar las actividades del críquet en Chile, y lo representa ante la ICC desde 2002 en calidad de miembro asociado. Su sede se encuentra en Santiago. No está afiliada al Comité Olímpico de Chile ni ha solicitado su afiliación a éste.

## Clubes

### Copa Metropolitana
| - Estación Central CC - La Dehesa CC - La Reina CC | - Las Condes CC - Santiago Saints |

### Copa Freddy Brown
| - Gas Valpo CC - Vaparaíso CC | - Villa Alemana CC |